# ليمور قزم دهني الذيل
اليمور القزم سمين-الذيل (Cheirogaleus medius) أحد أصغر الرئيسيات المستوطنة في مدغشقر. هذا النوع ذو سلوك ليلي، يتغذى على الحشرات والحيوانات الصغيرة الأخرى، كذلك الفاكهة والزهور. يزن الليمور البالغ من هذا النوع 160 جرام.
مثل باقي الليمورات دُهنية الذيل، يقوم هذا الليمور بتخزين الدهون في ذيله لتوفر له الطاقة أثناء فترة السبات.